# 英國國際錦標
英國國際錦標（英語：International Stakes）是在英國約克郡約克馬場舉行供3歲或以上馬匹競逐的國際一級賽（G1），距離是草地2,063米，賽事於每年8月舉行，總獎金達1,250,000英鎊。
英國國際錦標自2015年起已兩度獲國際賽馬組織聯盟評為「全球最佳賽事」（2020及2024）。

## 歷史
這項錦標是由約克馬場的前場地秘書 Leslie Petch 少校設計的。該賽事於1972年首次舉辦，但當時 Petch 已因病辭職。該賽事最初由 Benson and Hedges 贊助，稱為 Benson and Hedges Gold Cup。首屆賽事的冠軍是當年的德比冠軍 Roberto。
國際錦標目前在為期四天的約克伊波賽期的開幕日舉行。這是該場地賽季獎金最豐富的賽事。

## 外部連結
- 約克馬場官方網站